# Miltogramma auriceps
Miltogramma auriceps är en tvåvingeart som beskrevs av Boris Borisovitsch Rohdendorf 1935. Miltogramma auriceps ingår i släktet Miltogramma och familjen köttflugor.
Artens utbredningsområde är Iran. Inga underarter finns listade i Catalogue of Life.